# 曾德·蒙赫奥尔吉勒
曾德·蒙赫奥尔吉勒（羅馬化：Tsendiin Mönkh-Orgil；1964年10月18日—），蒙古族，苏赫巴托尔省西乌尔特县人，蒙古国政治家、律师。

## 生平
1964年，蒙赫奥尔吉勒生于苏赫巴托尔省西乌尔特县。1982年毕业于乌兰巴托市23中学。1988年毕业于莫斯科国际关系学院。1996年毕业于美国哈佛大学法学院。1988年至1991年，任蒙古人民共和国外交部随员。1991年至1995年，任蒙古常驻联合国代表团二秘。1996年至1997年，在“索比联合”律师事务所当律师。1997至2000年，在“蒙赫奥尔吉勒”律师事务所当律师。2000年至2004年，任蒙古国法律和内务部副部长。2004年至2008年，任国家大呼拉尔委员。2004年至2006年，任蒙古国外交部部长。2006年至2007年，担任国家大呼拉尔法律常设委员会主席。2007年至2008年，任蒙古国法律和内务部部长。2008年，再度当选为国家大呼拉尔委员。2016年，又当选为国家大呼拉尔委员。2016年，出任额尔登巴特内阁的对外关系部部长。

## 家庭
已婚，有3个孩子。